# Interkulturelt samfund
Betegnelsen interkulturelt samfund eller interkulturel by benyttes som et udtryk for, at flere kulturer i et samfund eller en by aktivt interagerer med hinanden. I et interkulturelt samfund vil det være andre forhold end borgerens kulturelle baggrund, som lægges til grund for, hvorvidt vedkommende betragtes som fuldgyldigt medlem af dette samfund eller ej. Kernen er den fælles kultur, der skabes af de forskellige kulturer, samfundet eller byen indeholder. 

## Interkulturelle byer
Europa-Kommissionen og organisationen Eurocities driver et netværk af ‘interkulturelle byer’, som hedder ’Intercultural City Network' Blandt andre København, Oslo og Berlin er medlem af dette netværk. Byerne måles på en række faktorer, og ranglistes herefter i forhold til, hvor gode byerne er til at bringe sine ‘interkulturelle’ ressourcer i spil og facilitere kulturelle samspilsmuligheder.  

## The Intercultural City Index
Ved en måling i 2010 placerede København sig som den femtebedste interkulturelle by i netværket. Sådan er København blevet ‘nummer 5 i Europa, når det kommer til inklusion og mangfoldighed.